# Fernando Ramos Cerviño
Fernando Ramos Cerviño fou un advocat i polític gallec. Era militant del Partit Liberal fins del sector romanonista, amb el que fou elegit diputat per la província d'Ourense a les eleccions generals espanyoles de 1919. Durant la Segona República Espanyola va militar en el Partit Republicà Radical, amb el que fou novament elegit diputat per Ourense a les eleccions generals espanyoles de 1933 i 1936.